# Folgereaktion

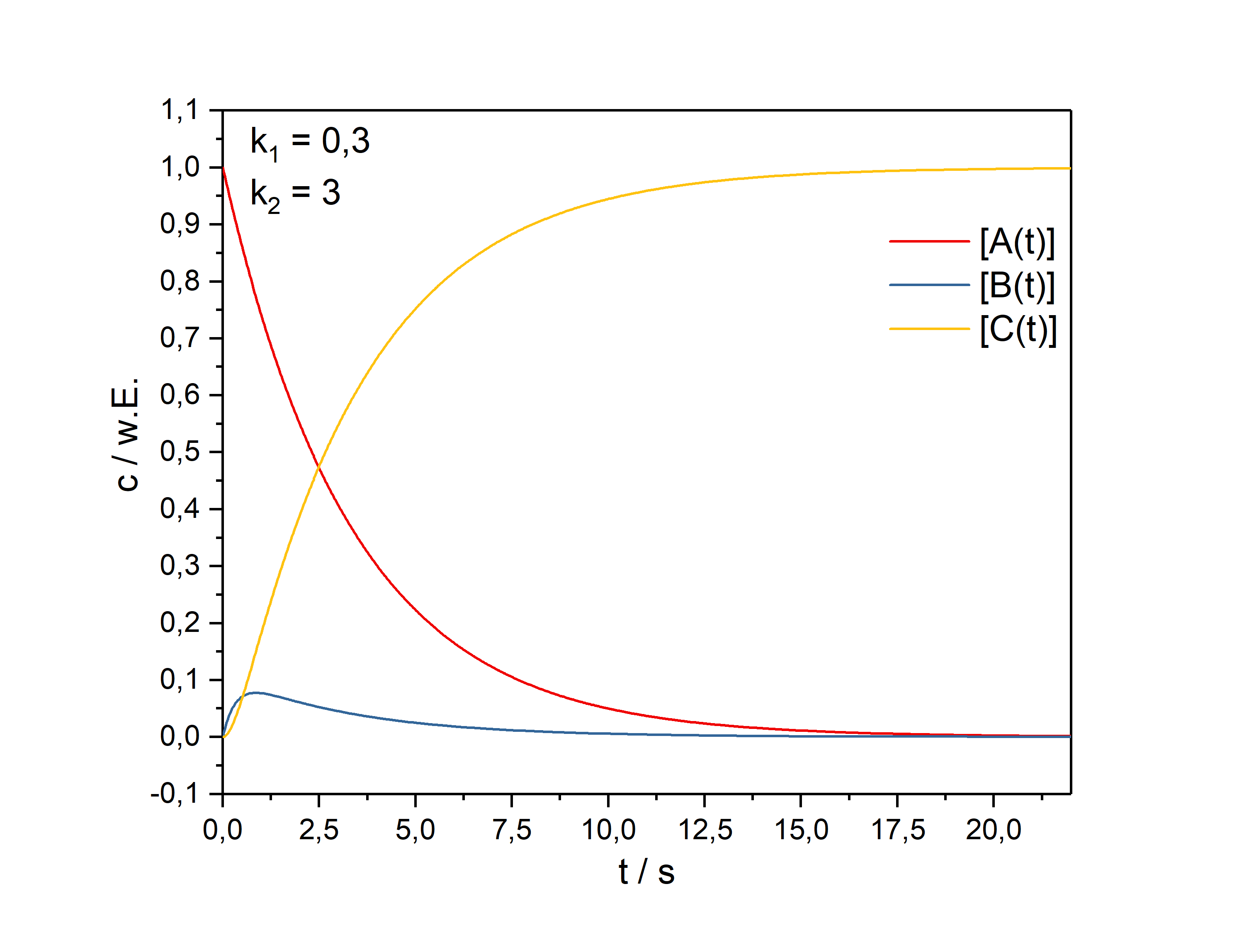
Die Konzentrationen der in einer Folgereaktion beteiligen Spezies als Funktion der Zeit

Folgereaktionen, auch Konsekutivreaktionen genannt, sind Reaktionen, in denen Edukte über eine oder mehrere Zwischenstufen in Produkte umgewandelt werden. Die Gesamtreaktion ist daher ein Ergebnis mehrerer aufeinanderfolgender Schritte, dabei hat jede Stufe ihre eigene Geschwindigkeitskonstante. Die wohl einfachste Folgereaktion lautet:
{\displaystyle \mathrm {A\xrightarrow {k_{1}} B\xrightarrow {k_{2}} C} }
In dieser Reaktion nimmt die Konzentration des Edukts A mit der Zeit ab, während diejenige des Intermediats B zunimmt, ein Maximum durchläuft und schließlich wieder absinkt. Wie groß die maximale Konzentration des Intermediats zu welchem Zeitpunkt sein wird, hängt von den beiden Geschwindigkeitskonstanten {\displaystyle k_{1}} und {\displaystyle k_{2}} ab. Die Bildung des Produkts C beginnt nach Bildung einer bestimmten Menge an Zwischenprodukt (Induktionsperiode).
Wieweit die einzelnen Reaktionen tatsächlich voneinander unterscheidbar sind, hängt von der Zeit ab, in der sie ablaufen. Wenn diese Reaktionen in beide Richtungen verlaufen können, kommt es zu einem Fließgleichgewicht, das besonders in der Natur häufig zu beobachten ist, wo viele komplexe Reaktionsmechanismen zusammenspielen.
Wenn in einer Reaktion oder Folgereaktion die Ausgangsprodukte entstehen, kann es zu einer ständigen Wiederholung der Reaktionen kommen, die als Kettenreaktion bezeichnet wird.

## Geschwindigkeitsgesetze
Edukt {\displaystyle A} reagiert in einer Reaktion erster Ordnung zum Zwischenprodukt {\displaystyle B}, das anschließend zum Produkt {\displaystyle C} reagiert.
Es gelten folgende Gleichungen für die Zerfallsgeschwindigkeiten von {\displaystyle A} und {\displaystyle B} sowie für die Bildungsgeschwindigkeit von {\displaystyle C}:
{\displaystyle v_{a}=-{\frac {d\mathrm {[A]} }{dt}}=k_{1}\cdot \mathrm {[A]} }
{\displaystyle v_{b}={\frac {d\mathrm {[B]} }{dt}}=k_{1}\cdot \mathrm {[A]} -k_{2}\cdot \mathrm {[B]} }
{\displaystyle v_{c}={\frac {d\mathrm {[C]} }{dt}}=k_{2}\cdot \mathrm {[B]} }
mit den Geschwindigkeitskonstanten {\displaystyle k_{1}} der Reaktion {\displaystyle A\rightarrow B} sowie {\displaystyle k_{2}} der Reaktion {\displaystyle B\rightarrow C} und der Bedingung:
{\displaystyle {d\mathrm {[A]} }+{d\mathrm {[B]} }+{d\mathrm {[C]} }=0}
Die integrierten Geschwindigkeitsgesetze lauten:
{\displaystyle \mathrm {[A]} _{t}=\mathrm {[A]} _{0}\cdot e^{-k_{1}\cdot t}}
{\displaystyle \mathrm {[B]} _{t}=\mathrm {[A]} _{0}\cdot {\frac {k_{1}}{k_{2}-k_{1}}}\cdot (e^{-k_{1}\cdot t}-e^{-k_{2}\cdot t})}
{\displaystyle \mathrm {[C]} _{t}=\mathrm {[A]} _{0}\cdot \left(1-{\frac {k_{2}\cdot e^{-k_{1}\cdot t}-k_{1}\cdot e^{-k_{2}\cdot t}}{k_{2}-k_{1}}}\right)}
1. Grenzfall {\displaystyle k_{1}\gg k_{2}}:
{\displaystyle \mathrm {[B]} _{t}\approx \mathrm {[A]} _{0}\cdot e^{-k_{2}\cdot t}}
{\displaystyle \mathrm {[C]} _{t}\approx \mathrm {[A]} _{0}\cdot (1-e^{-k_{2}\cdot t})}
Der schnelle erste Reaktionsschritt verschwindet in der Kinetik.
2. Grenzfall {\displaystyle k_{1}\ll k_{2}}:
{\displaystyle \mathrm {[B]} _{t}\approx \mathrm {[A]} _{0}\cdot {\frac {k_{1}}{k_{2}}}\cdot e^{-k_{1}\cdot t}}
{\displaystyle \mathrm {[C]} _{t}\approx \mathrm {[A]} _{0}\cdot (1-e^{-k_{1}\cdot t})}
Auch hier verschwindet der schnelle Zwischenschritt aus der Kinetik.

Für beide Grenzfälle gilt immer: Der langsamste Schritt bestimmt in hintereinandergeschalteten Reaktionen den kinetischen Ablauf der Gesamtreaktion.